# Brunilda

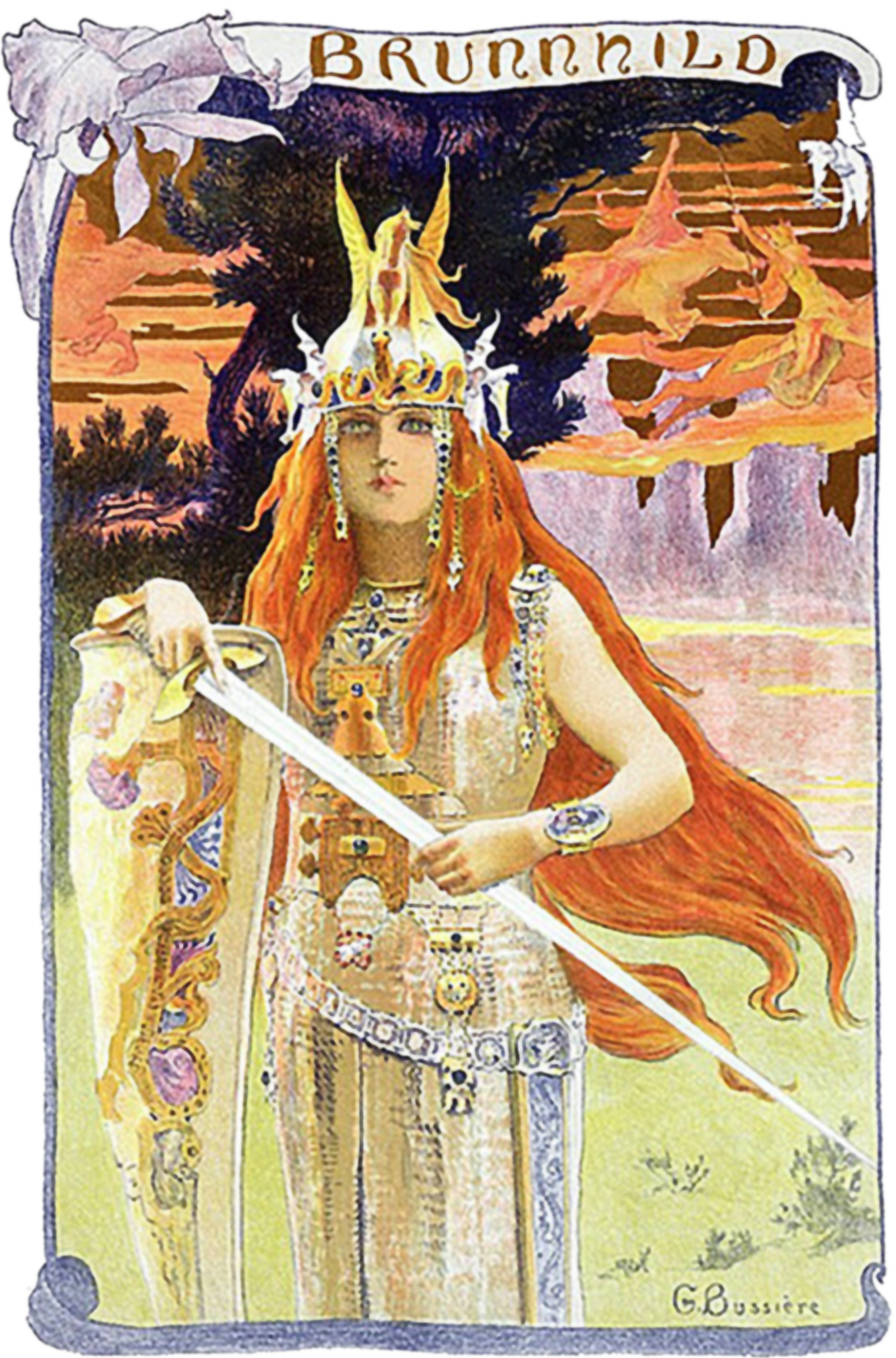
Brünhilde, escrito aqui Brunnhild, por Gaston Bussière, 1897.

Brunilda ou Brunilde (em nórdico: Brynhildr), na mitologia nórdica, é uma valquíria, um dos personagens principais da Saga dos Volsungos e de partes da Edda poética. 

Com o nome de Brünnhilde ou Brünnhild ela aparece na Canção dos Nibelungos (ou das Nibelungenlied, no original em alemão) e no ciclo operístico do Anel do Nibelungo, de Richard Wagner. Em A Balada de Sigrdrífa ela é conhecida como Sigrdrífa (“estimuladora-da-vitória”), onde ela ensina para o herói a runa da vitória. Seu nome aparece grafado em diversas formas: Brünhild, Brunhild, Brunhilda, Brunhilde, Brunhilt, Brunnehilde, Brünnhilde, Brynhild, Brynhilt, Bruennhilde e Brunahild. Possivelmente a inspiração para este personagem veio da histórica princesa Brunilda da Austrásia, que casou com o rei merovíngio Sigeberto I em 567. 

## História de Brunilda

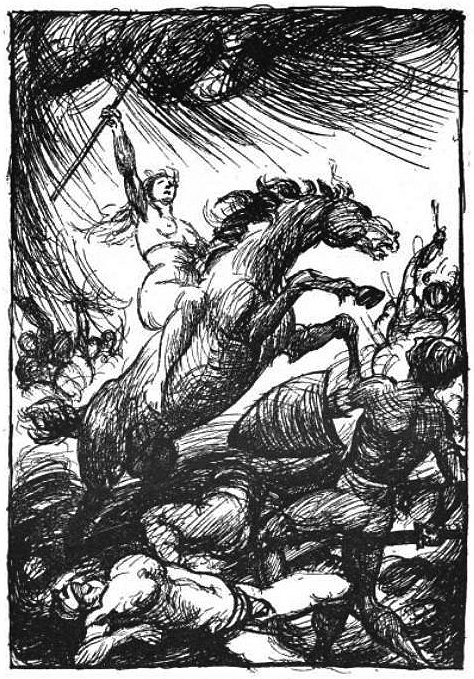
Representação de Brunilda (1919) por Robert Engels

A história de Brunilda é encontrada com variações nas diversas fontes. Na Saga dos Volsungos ela é filha de Budli, e foi encarregada de decidir um combate entre os reis Hjalmgunnar e Agnar. Decidido em prol deste, contra a vontade de Odin, é condenada a viver a vida de uma mortal, sendo encarcerada em um castelo e posta a dormir dentro de um círculo de fogo, até que fosse resgatada por algum herói. Sigurdo, matador do dragão Fafnir, atravessa as chamas e a desperta. Imediatamente apaixonado, pede-a como esposa, oferecendo-lhe o anel Andvarinaut, e parte logo depois, prometendo retornar para desposá-la. 
Chegando à corte de Djuki, a rainha Grimilda, através de encantamentos, faz Sigurdo esquecer Brunilda e casar com sua filha Gudrun. Desejando ainda casar Brunilda com seu filho Guntário, envia este para tirá-la do castelo, mas ele não o consegue, por causa da muralha de chamas em torno. Disfarçado de Guntário, Sigurdo penetra no castelo e casa com a valquíria, e lá permanece com ela por três noites, mantendo contudo uma espada entre eles no leito conjugal, significando que tencionava preservá-la virgem até entregá-la ao verdadeiro Guntário. Então sem que ela perceba os homens reassumem suas identidades reais, com Brunilda continuando a pensar que casara com Guntário. Mais tarde suas esposas disputam qual seria o marido mais valoroso, e Brunilda diz que nem mesmo o herói Sigurdo pôde penetrar no anel de fogo. Ao dizer isso Guntário revela que fora Sigurdo o autor da façanha, e este relembra sua antiga paixão por Brunilda, que se enfurece com a trapaça em que fora colhida. Sigurdo tenta consolá-la, mas sem sucesso, e ela trama um plano para matá-lo. Gutthorm, irmão mais novo de Guntário foi, por fim, o assassino. Morto Sigurdo, Brunilda arrependida, lança-se à sua pira funerária.

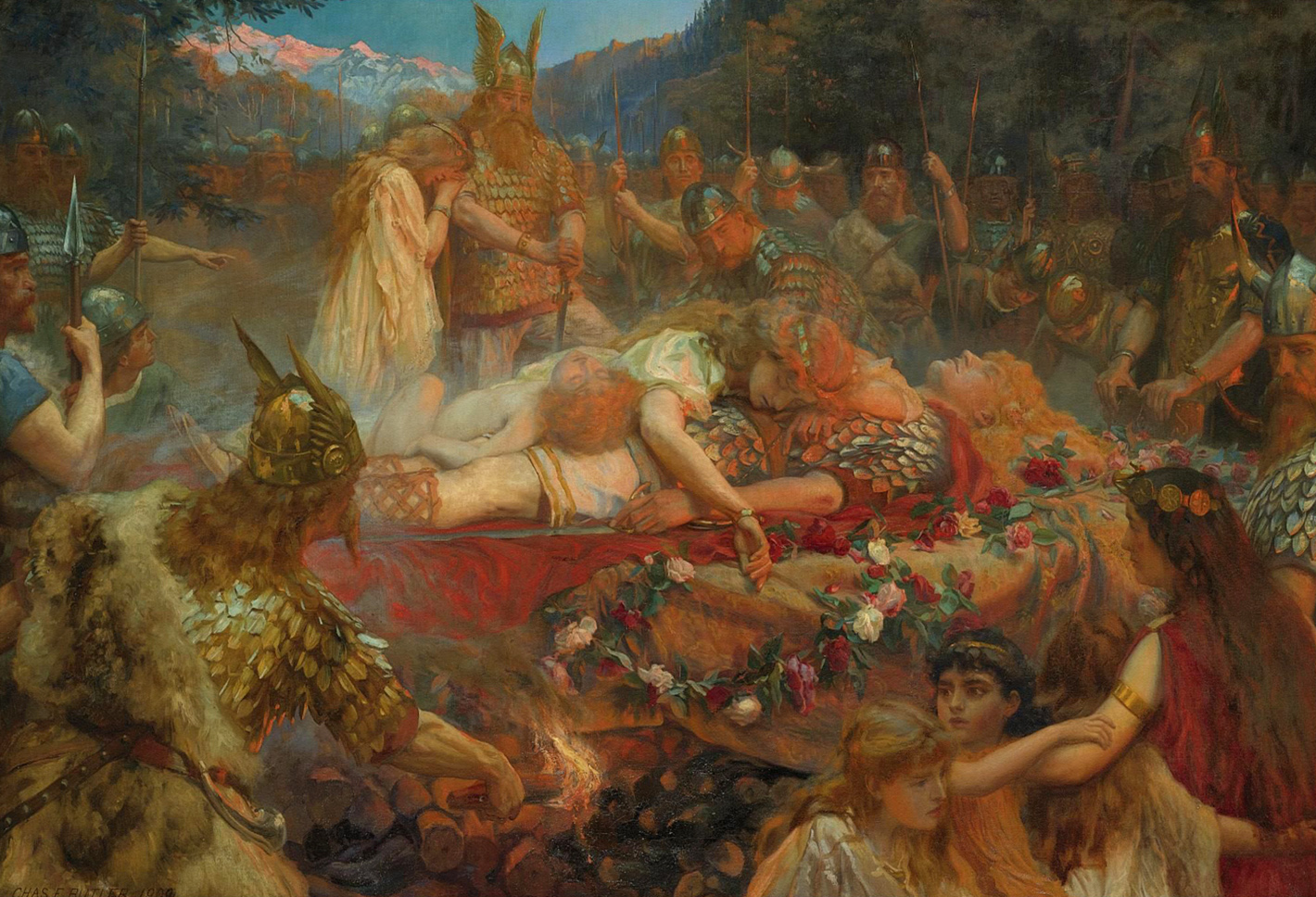
Charles Butler: A morte de Sigurdo e Brunilda, 1909

Na Canção dos Nibelungos ela aparece como rainha da Islândia, por três vezes consecutivas vencida em provas de força por Guntário , com a ajuda invisível de Sigurdo. Enfim é obrigada a casar-se com o pretendente Guntário. Na noite de núpcias ela, com sua enorme força, o amarra e assim o deixa até o dia seguinte. Novamente Guntário pede a ajuda de Sigurdo e seu manto de invisibilidade, mas diz para ele não dormir com ela. Brunilda é outra vez vencida, embora Sigurdo tenha ficado com seu cinto e anel, um símbolo de seu defloramento. Já sem sua força descomunal ela aceita o legítimo esposo. Anos mais tarde ela convida Sigurdo e sua mulher, Crimilda, para visitarem seu reino, mas questões de precedência à entrada da Catedral de Worms causam uma disputa entre as rainhas, e Crimilda mostra o anel e cinto que Sigurdo lhe dera e que eram antes de Brunilda, e para seu vexame a acusa de ter sido amante de Sigurdo, abalando a amizade entre os casais e seus reinos. Por fim o caso termina em tragédia, com a morte de Guntário, Crimilda e Sigurdo, além de vários outros personagens.
Aparecendo novamente no Anel do Nibelungo de Wagner, já como Brünnhilde, participa de três das óperas - Die Walküre, Siegfried, e Götterdämmerung - tendo um papel central na história de Wotan e na devolução do tesouro dos Nibelungos às filhas do Reno. Wagner optou por usar as fontes nórdicas primitivas, em vez da versão medieval alemã da lenda, mas mesmo assim fez importantes adaptações.